# Stade Brestois 29
Stade Brestois 29 (kraće Stade Brest ili samo Brest) je francuski nogometni klub iz Bresta. Klub je osnovan 1950. godine. Natječe se u Ligue 1, u prvom razredu francuskog nogometa. Svoje domaće utakmice igraju na stadionu Stade Francis-Le Blé, koji može primiti 15.931 gledatelja.

## Treneri kroz povijest
- Francis Chopin (1950. – 1962.)
- Albert Toris (1962. – 1963.)
- Sarkis Garabedian (1963. – 1976.)
- Alain de Martigny (1976. – 1982.)
- Dušan Nenković (1982. – 1984.)
- Robert Dewilder (1984. – 1986.)
- Raymond Kéruzoré (1986. – 1987.)
- Bernard Maligorne (1987. – 1989.)
- Slavoljub Muslin (1989. – 1991.)
- Yvon Le Roux (1991. – 1993.)
- Yves Todorov (1993. – 1994.)
- Pierre Garcia (1994. – 1995.)
- Denis Goavec (1995. – 1997.)
- Pascal Robert (1997. – 1999.)
- Alain de Martigny (1999. – 2002.)
- Sylvain Matrisciano (2002. – 2003.)
- Albert Rust (2003. – 2006.)
- Thierry Goudet (2006.)
- Pascal Janin (2007. – 2008.)
- Gérald Baticle (2008. – 2009.)
- Alex Dupont (2009. – 2012.)
- Landry Chauvin (2012. – 2013.)
- Corentin Martins (v.d.) (2013.)
- Alex Dupont (2013. – 2016.)
- Jean-Marc Furlan (2016. – 2019.)
- Olivier Dall'Oglio (2019. – 2021.)
- Michel Der Zakarian (2021. – 2022.)

## Vanjske poveznice
- Službena web-stranica